# Суверенна держава Ордену Бекташі
Сувере́нна держа́ва О́рдену Бекташі́. (алб. Shteti Sovran i Urdhrit Bektashi) — проєкт карликової держави, яка має розташуватися в Албанії, столиці Тирані і стати найменшою державою у світі. Має бути створено, як держава суфійського ордена Бекташі.
Відомо, що держава має бути створена в стилі Ватикану, католицької держави-анклаву в Римі. Держава має стати найменшою у світі, змістивши Ватикан.

## Історія

### Історія Ордену Бекташі в Албанії
До 1925 року Бекташі розташовувалися переважно в османської Анатолії, але з приходом до влади Мустафи Кемаля Ататюрка і створенням сучасної Туреччини, орден був закритий і був змушений переміститися до Албанії. Лідером ордену на той момент був Саліх Ніязі, етнічний албанець. Він заснував Всесвітню штаб-квартиру Ордену Бекташі у Тирані. У 1930 році албанський парламент затвердив статут бекташі, а албанська стала офіційною мовою ордену.
З приходом комуністів, а особливо Енвера Ходжі до влади в Албанії, в країні почалася антирелігійна кампанія, якої зазнали в тому числі бекташі.
Орден Бекташі став відновлюватися з приходом нової влади.

### Сучасна держава
У 2024 році прем'єр-міністр Албанії Еді Рама заявив про намір створити державу найближчим часом.

## Географія
Держава повинна розташуватися у східній частині Тирану, столиці Албанії. З усіх боків держава буде оточена територією Албанії. Столиця розташується у Всесвітній штаб-квартирі Ордену Бекташі.

## Уряд
Очолити державу має Баба Монді, нинішній верховний лідер Ордену.

## Міжнародне визнання
Прем'єр-міністр Албанії Еді Рама зазначає, що не сподівається на визнання з боку Ірану. Свою позицію він обгрунтовує таким чином: «Одна країна, яка навряд чи визнає це, — це Іран, в якому багато, в основному підпільних, послідовників суфійського ісламу, включаючи деяких бекташі, але який вважає себе захисником ісламу шиїтів від неортодоксальних тлумачень віри».
Верховний лідер Ордену Бекташів Баба Монді зазначає, що сподівається на визнання з боку Сполучених Штатів та інших західних держав.